# 加舒尔布鲁木I峰
加舒尔布鲁木I峰（Gasherbrum I）位于中国和巴控克什米尔边境的喀喇昆仑山脉，距离乔戈里峰约21千米，海拔8,080米，是世界第十一高峰。“加舒尔布鲁木”在当地巴尔蒂语中意为“美丽的（rgasha）山（brum）”。
加舒尔布鲁木I峰最初被西方探险队称作K5，是由于1856年英國蒙哥馬利少尉（T. G. Montgomerie）首次考察喀喇昆仑山脉时，用“K”开头标出了此山脉自西向东的5座主要山峰。1892年探险家康威因该峰渺远难寻，又称其为“隐峰（Hidden Peak）”。1958年，一支由由克·林奇带领的八人美国登山队首次登上加舒尔布鲁木I峰，登顶者为皮特·舍恩宁和安迪·考夫曼。